# Kerrie Meares
Kerrie Meares (* 4. September  1982 in Blackwater) ist eine australische Radsporttrainerin und ehemalige australische Bahnradsportlerin.
1999 wurde Kerrie Meares Vize-Weltmeisterin der Junioren im 500-m-Zeitfahren; 2000 wurde sie Junioren-Weltmeisterin. Seitdem konnte sie zahlreiche nationale Titel und internationale Titel in Kurzzeitdisziplinen auf der Bahn erringen. Allein achtmal belegte sie erste Plätze bei Commonwealth- und Ozeanien-Spielen in Zeitfahren, Keirin und Sprint. Mehrfach wurde sie auch Australische Meisterin in Kurzzeitdisziplinen, zuletzt 2009 im Keirin und mit Emily Rosemond im Teamsprint; insgesamt errang sie acht nationale Titel. 2003 gewann sie den Großen Preis von Deutschland im Sprint. 2010 trat sie vom Leistungsradsport zurück.
Eine geplante Teilnahme von Kerrie Meares an den Olympischen Spielen 2004 in Athen scheiterte an einem Bandscheibenvorfall.
2009 beendete Meares ihre aktive Radsportlaufbahn. Anschließend wurde sie gemeinsam mit ihrer Sportkollegin Emily Rosemond als Radsporttrainerin tätig (Stand 2016).
Kerrie Meares ist eine ältere Schwester der ehemaligen Bahnradsportlerin und zweifachen Olympiasiegerin Anna Meares, die durch das Vorbild von Kerrie zum Radsport kam.

## Erfolge
1999
- Junioren-Weltmeisterschaft – 500-Meter-Zeitfahren
- Ozeanienmeisterschaft – Scratch

2000
- Junioren-Weltmeisterin – 500-Meter-Zeitfahren

2002
- Weltmeisterschaft – Sprint
- Weltmeisterschaft – 500-Meter-Zeitfahren
- Bahnrad-Weltcup in Sydney – Mannschaftsverfolgung (mit Rochelle Gilmore und Rosalee Hubbard)
- Commonwealth-Games-Siegerin – Sprint, 500-Meter-Zeitfahren

2004
- Ozeanienmeisterin – Sprint, Keirin, 500-Meter-Zeitfahren

2005
- Ozeanienmeisterin – Keirin
- Ozeanienmeisterschaft – 500-Meter-Zeitfahren
- Ozeanienmeisterschaft – Sprint
- Australische Meisterin – Teamsprint (mit Anna Meares)

2006
- Bahnrad-Weltcup in Sydney – Teamsprint (mit Anna Meares)
- Commonwealth Games – Sprint, 500-Meter-Zeitfahren
- Ozeanienmeisterin – Sprint, Keirin
- Ozeanienmeisterschaft – 500-Meter-Zeitfahren
- Australische Meisterin – Keirin, Teamsprint (mit Chloë McPherson)

2007
- Ozeanienmeisterin – Teamsprint (mit Kaarle McCulloch)
- Ozeanienmeisterschaft – Sprint
- Australische Meisterin – Sprint, Teamsprint (mit Anna Meares)

2008
- Australische Meisterin – Teamsprint (mit Emily Rosemond)

2009
- Australische Meisterin – Keirin, Teamsprint (mit Emily Rosemond)